# Conus pealii
Conus pealii is een in zee levende slakkensoort uit het geslacht Conus. De slak behoort tot de familie Conidae. Conus pealii werd in 1830 beschreven door Green. Net zoals alle soorten binnen het geslacht Conus zijn deze slakken roofzuchtig en giftig. Zij bezitten een harpoenachtige structuur waarmee ze hun prooi kunnen steken en verlammen.